# Полосатая альциона
Полоса́тая альцио́на (лат. Halcyon chelicuti) — вид птиц семейства зимородковых.

## Описание
Полосатая альциона достигает длины в среднем от 16 до 18 см. У птицы бурое оперение верхней части тела, перья спины и хвоста металлически-синие. Брюхо и затылок белые, макушка головы с полосами серого и белого цвета. Вершина клюва и надклювье чёрные, остальная часть клюва красно-оранжевого цвета.

## Распространение
Вид широко распространён в Африке к югу от Сахары. В густых лесистых областях (в частности, во впадине Конго) он отсутствует. Полосатая альциона предпочитает открытые лесные и кустарниковые ландшафты, а также открытую саванну.

## Питание
Полосатая альциона питается преимущественно саранчой, а также мелкими ящерицами, змеями и грызунами. Она подкарауливает свои жертвы и нападает на них из засады, расположенной на высоте примерно 3 м.

## Образ жизни
Это территориальная птица, не терпящая сородичей на своём участке. Площадь территории может охватывать до 3-х га и 100 больших деревьев. Птица наблюдает за своим участком с верхушки дерева и беспрерывно щебечет вплоть до второй половины дня.

## Подвиды
Выделяют два подвида:
- Halcyon chelicuti chelicuti (Stanley, 1814) — от юга Мавритании, Сенегала и Гамбии до Эфиопии и Южной Африки
- Halcyon chelicuti eremogiton Hartert, 1921 — в северных пустынных областях центрального Мали до Белого Нила и восточного Судана. На юге Мали спаривается с другим подвидом.